# 護国寺 (茨城県大洗町)
護国寺（ごこくじ）は、茨城県東茨城郡大洗町磯浜町にある日蓮宗の寺院。山号は東光山。
昭和の初めごろ、井上日召を盟主とする革新運動の一根拠地となり、のちに血盟団事件や五・一五事件に関わる青年や軍人が出入りした歴史的な場所である。

## 歴史
宮内大臣などを歴任した伯爵・田中光顕が、明治天皇より拝領した記念品を収蔵しておくために計画した明治記念館（＝常陽明治記念館、現幕末と明治の博物館）の付属施設として、1928年（昭和3年）に立正護国堂と号して建立された。協力者は茨城交通の竹内勇之助。
「国家革新」のための施設の一つと定めた日蓮宗の僧侶・井上日召が定住し、布教のみならず国家主義による指導育成を行った。集ったのはおもに茨城の青年20数名。入門志願者にはまず一週間の断食が課せられたが、のちにテロの実行者に選別された人物（古内栄司・小沼正・菱沼五郎・黒澤大二・川崎長光）は、ここでの難行苦行を難なくこなした強者ばかりだった。「大洗組」と称された彼らは幕末・水戸藩の勤皇の志士にならい、昭和維新は水戸の手で成し遂げるとの自負を持っていたという。
その後、ある革新団体の会合で知り合った革新派の海軍軍人・藤井斉（霞ヶ浦海軍航空隊の飛行学生）とこの護国堂で提携を成立させた井上は、藤井が水戸を去り長崎（大村海軍航空隊）へと転じる時機に合わせて護国堂を離れ、上京して金鶏学院などで暗躍を続ける。昭和3年の暮れから昭和5年10月まで続いた井上日召による護国堂の定住は、昭和7年の血盟団事件と五・一五事件を惹起する端緒となった。
境内には井上日召の銅像と昭和維新烈士之墓がある。
護国寺のギャラリー
- 三重塔
- 本堂（祈祷道場）
- 歴史について書かれた案内板

## 周辺
- 幕末と明治の博物館
- 大洗磯前神社
- 大洗ゴルフ倶楽部
- アクアワールド・大洗